# Ignacio Piatti
Ignacio Piatti (General Baldissera, 4 febbraio 1985) è un ex calciatore argentino, di ruolo centrocampista.

## Carriera

### Club

#### I primi anni
Piatti ha debuttato ufficialmente nel 2004, a 19 anni, nel Chacarita Juniors e, nonostante la giovane età, ha trovato grande spazio in squadra.
Ad aggiudicarselo, in seguito, è il club francese del Saint-Étienne, che lo porta in Europa. Nei Verts non trova molto spazio e torna così in Argentina, sempre al Chacarita. Dopo un'altra stagione passa al Gimnasia La Plata.
Nell'estate 2009 si trasferisce all'Independiente.
Il 4 agosto 2010 viene ufficializzato il passaggio del giocatore al Lecce per 2.5 milioni di euro, con cui firma un contratto triennale. Al suo arrivo in maglia giallorossa sceglie di indossare la maglia numero 19. Il suo primo goal in Serie A arriva il 12 dicembre 2010 nella partita casalinga contro il Chievo Verona, in cui siglò una doppietta che fu determinante per il risultato finale dell'incontro (3-2 per il Lecce). Tuttavia il giocatore non apre un buon rapporto con il tecnico giallorosso Luigi De Canio che, a causa di un suo gesto di prepotenza che costò la sconfitta nella trasferta contro il Napoli, decise di lasciarlo per l'intero girone di ritorno in panchina.
Nella seconda stagione a Lecce, l'argentino Piatti ha la possibilità di rifarsi con l'allenatore Di Francesco, senza però riuscire a soddisfare il tecnico. Stesso risultato quando subentra in panchina a stagione in corso l'allenatore Serse Cosmi, infatti l'argentino riesce ad ottenere solo qualche magra presenza in confronto a tanta panchina.
L'8 agosto 2012, di comune accordo con il Lecce, rescinde il suo contratto che era valido fino al 2014.

#### Il San Lorenzo e la Libertadores
Il 15 agosto 2012 viene ingaggiato dal San Lorenzo, club per il quale firma un contratto biennale.

#### Montréal Impact
Il 2 luglio 2014 firma un contratto con il Montreal Impact, club che milita in MLS.
Arrivato ormai a metà stagione, debutta da titolare il 16 agosto contro il Chicago Fire e dopo poco meno di un'ora di gioco viene sostituito da Romero. Il 31 agosto realizza le prime reti con la maglia degli Impact realizzando la doppietta vincente contro il Columbus Crew. Il 18 settembre serve l’assist vincente a Di Vaio per la fondamentale vittoria (1-0) contro il N.Y. Red Bulls in Champions League; Nella competizione continentale mette insieme complessivamente 8 presenze, due reti e 4 assist di cui gli ultimi due nella finale di ritorno persa (2-4) contro l'América.
Nella stagione successiva conquista la titolarità nella formazione iniziale e colleziona complessivamente 26 presenze e nove reti in campionato, contribuendo alla conquista dei playoff in cui al primo turno preliminare, contro i rivali di Toronto FC, serve l'assist dell'1-0 a Bernier e realizza di destro la rete del 2-0, rendendosi capitale per la vittoria finale (3-0).
Il 2016 si rivela l'anno della definitiva consacrazione dell'argentino a Montréal: eletto vice capitano, alla prima giornata del campionato realizza un assist e una doppietta, la terza da quando è in Canada, contro i rivali del Vancouver Whitecaps. Il rendimento rimane alto per il resto della stagione, tant’è che la squadra raggiunge i playoff fino alle semifinali di conference in cui l'argentino realizza 4 reti e 2 assist in cinque partite. Vista la stagione eccellente viene incluso nel Best XI 2016 e convocato in seguito per l'All Star Game.
Anche negli anni successivi conferma il suo talento, realizzando nel 2018 il suo primato personale di assist (13) in una sola stagione che, unito all'alto tasso di prolificità (16 reti), gli valgono per la seconda volta l'inserimento nel miglior undici del campionato.
Nella stagione 2019 la sua partecipazione al campionato è intervallata da più infortuni che gli impediscono di essere sul campo. Si distingue in coppa nazionale, dove con quattro reti è il capocannoniere e miglior giocatore della competizione, contribuendo così alla conquista finale della coppa, primo trofeo da quando è in Canada.
Complessivamente ha giocato 163 partite e realizzato 79 reti che lo rendono il miglior marcatore nella storia del Montreal Impact.

#### Il ritorno in Argentina
Il 12 febbraio 2020 fa ritorno in Argentina, tornando a vestire la maglia del San Lorenzo. Con la maglia rosso blu rimane fino a fine anno, collezionando in totale dieci presenze ed una rete.
Rimasto svincolato, il 19 febbraio 2021 si accasa al Racing Club. Il 25 aprile successivo torna a segnare una rete, marcando il momentaneo pareggio a fine primo tempo contro il Colón (SF), match valido per la Copa de la Liga. Il 12 maggio torna a segnare in Coppa Libertadores contro lo Sporting Cristal, realizzando la rete del definitivo 0-2.
Il 14 dicembre 2021 annuncia il proprio ritiro dal calcio giocato.

## Dopo il ritiro
Il 26 agosto 2022 diviene collaboratore del CF Montréal con ruolo specifico nello scouting.

## Statistiche

### Presenze e reti nei club
Statistiche aggiornate al termine della carriera. 
| Stagione                 | Squadra                  | Campionato               | Campionato | Campionato | Coppe nazionali | Coppe nazionali | Coppe nazionali | Coppe continentali | Coppe continentali | Coppe continentali | Altre coppe | Altre coppe | Altre coppe | Totale | Totale |
| Stagione                 | Squadra                  | Comp                     | Pres       | Reti       | Comp            | Pres            | Reti            | Comp               | Pres               | Reti               | Comp        | Pres        | Reti        | Pres   | Reti   |
| ------------------------ | ------------------------ | ------------------------ | ---------- | ---------- | --------------- | --------------- | --------------- | ------------------ | ------------------ | ------------------ | ----------- | ----------- | ----------- | ------ | ------ |
| 2005-2006                | Saint-Étienne            | L1                       | 1          | 0          | CF+CdL          | 0+3             | 0               | -                  | -                  | -                  | -           | -           | -           | 4      | 0      |
| 2006-2007                | Gimnasia La Plata        | TF                       | 11         | 2          | -               | -               | -               | -                  | -                  | -                  | -           | -           | -           | 11     | 2      |
| 2007-2008                | Gimnasia La Plata        | PD+TF                    | 18+18      | 3+4        | -               | -               | -               | -                  | -                  | -                  | -           | -           | -           | 36     | 7      |
| 2008-2009                | Gimnasia La Plata        | PD+TF                    | 18+13      | 1+0        | -               | -               | -               | -                  | -                  | -                  | -           | -           | -           | 31     | 1      |
| Totale Gimnasia La Plata | Totale Gimnasia La Plata | Totale Gimnasia La Plata | 36+42      | 4+6        | -               | -               | -               |                    | -                  | -                  |             | -           | -           | 78     | 10     |
| 2009-2010                | Independiente            | PD+TF                    | 17+18      | 5+3        | -               | -               | -               | -                  | -                  | -                  | -           | -           | -           | 35     | 8      |
| Totale Independiente     | Totale Independiente     | Totale Independiente     | 17+18      | 3+5        | -               | -               | -               | -                  | -                  | -                  | -           | -           | -           | 35     | 8      |
| 2010-2011                | Lecce                    | A                        | 25         | 3          | CI              | 1               | 0               | -                  | -                  | -                  | -           | -           | -           | 26     | 3      |
| 2011-2012                | Lecce                    | A                        | 11         | 0          | CI              | 1               | 0               | -                  | -                  | -                  | -           | -           | -           | 12     | -      |
| Totale Lecce             | Totale Lecce             | Totale Lecce             | 36         | 3          |                 | 2               | -               |                    | -                  | -                  | -           | -           | -           | 38     | 3      |
| 2012-2013                | San Lorenzo              | PD+TF                    | 3+18       | 0+3        | -               | -               | -               | CS                 | 2                  | -                  | -           | -           | -           | 23     | 3      |
| 2013-2014                | San Lorenzo              | PD+TF                    | 19+13      | 8+1        | -               | -               | -               | CL                 | 13                 | 3                  | -           | -           | -           | 45     | 12     |
| 2014                     | Montreal Impact          | MLS                      | 6          | 4          | CC              | 0               | 0               | CCL                | 8                  | 2                  | -           | -           | -           | 14     | 6      |
| 2015                     | Montreal Impact          | MLS                      | 26+3       | 9+1        | CC              | 2               | 0               | -                  | -                  | -                  | -           | -           | -           | 31     | 10     |
| 2016                     | Montreal Impact          | MLS                      | 32+5       | 17+4       | CC              | 1               | 0               | -                  | -                  | -                  | -           | -           | -           | 38     | 21     |
| 2017                     | Montreal Impact          | MLS                      | 28         | 17         | CC              | 4               | 2               | -                  | -                  | -                  | -           | -           | -           | 32     | 19     |
| 2018                     | Montreal Impact          | MLS                      | 31         | 16         | CC              | 2               | 0               | -                  | -                  | -                  | -           | -           | -           | 33     | 16     |
| 2019                     | Montreal Impact          | MLS                      | 11         | 3          | CC              | 4               | 4               | -                  | -                  | -                  | -           | -           | -           | 15     | 7      |
| Totale Montreal Impact   | Totale Montreal Impact   | Totale Montreal Impact   | 134+8      | 66+5       |                 | 13              | 6               | -                  | 8                  | 2                  | -           | -           | -           | 162    | 79     |
| feb.-dic. 2020           | San Lorenzo              | PD                       | 4          | 0          | CA+CDM          | 6               | 1               |                    | -                  | -                  |             | -           | -           | 10     | 1      |
| Totale San Lorenzo       | Totale San Lorenzo       | Totale San Lorenzo       | 47         | 12         |                 | -               | -               |                    | 15                 | 3                  |             | -           | -           | 78     | 15     |
| 2021                     | Racing Club              | PD                       | 10         | 1          | CA+CLP          | 1+10            | 0+1             | CL                 | 7                  | 1                  | SA          | 1           | 0           | 29     | 3      |
| Totale carriera          | Totale carriera          | Totale carriera          | 360        | 105        |                 | 35              | 9               |                    | 30                 | 6                  |             | 1           | 0           | 426    | 120    |

### Record

#### Montréal Impact
- Miglior marcatore tra tutte le competizioni del Montréal Impact. (79 reti)

## Palmarès

### Club

#### Competizioni nazionali
- Campionato argentino: 1

San Lorenzo: Inicial 2013
- Canadian Championship: 1

Montreal Impact: 2019

#### Competizioni internazionali
- Coppa Libertadores: 1

San Lorenzo: 2014

### Individuale
- MLS Best XI: 2

2016, 2018
- George Gross Memorial Trophy: 1

2019
- Capocannoniere del Canadian Championship: 1

2019 (4 reti)